# Adolf von Heppe

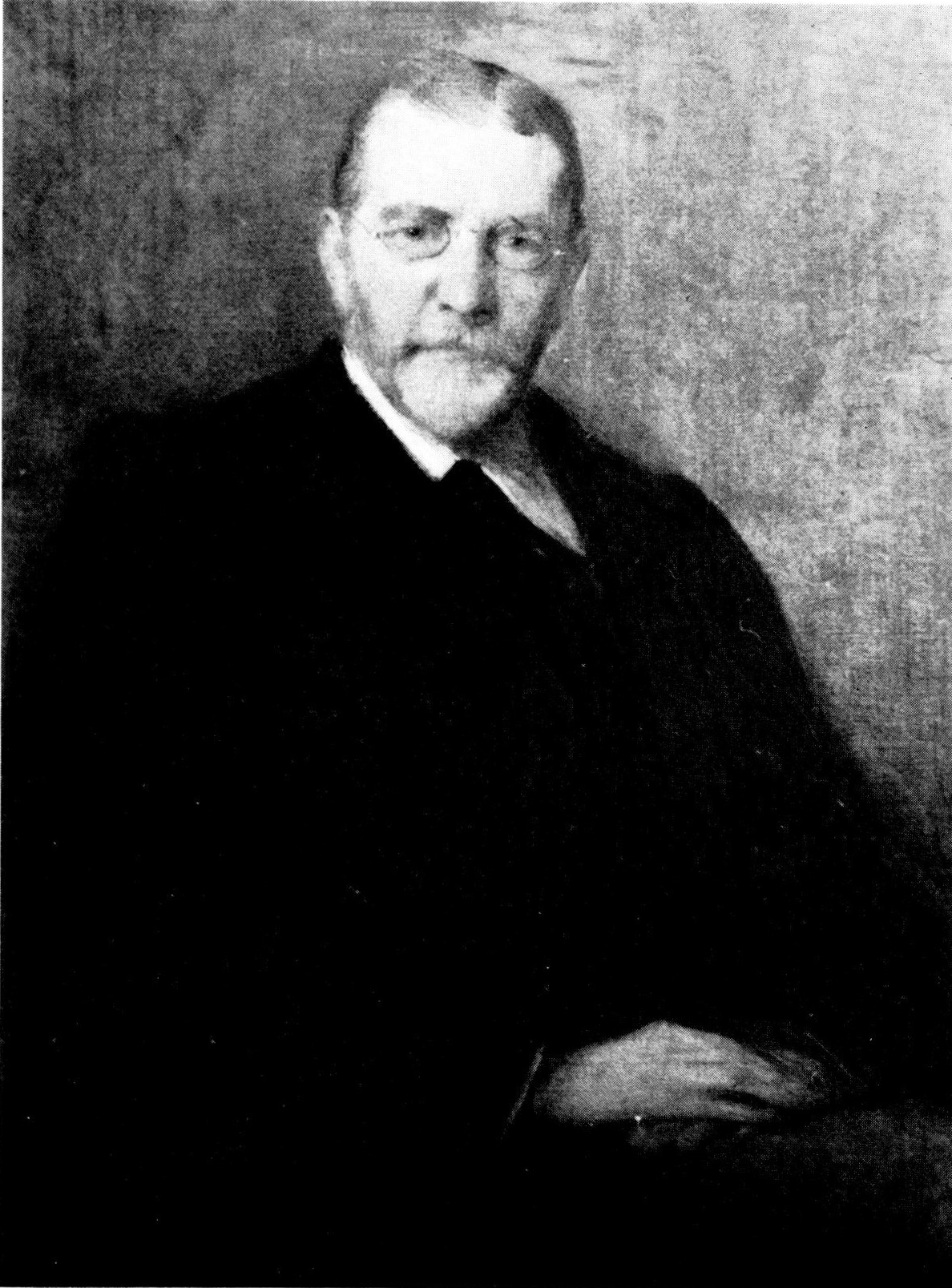
Adolf von Heppe

Adolf Eduard Erich Ernst Franz Viktor von Heppe (* 24. Juli 1836 in Kassel; † 30. Juli 1899 in Arolsen) war ein preußischer Beamter und Politiker.

## Familie
Er entstammte einem hessischen Adelsgeschlecht und war der Sohn des kurfürstlich hessischen Regierungsdirektors Theodor von Heppe (1801–1856) und der Cäcilie Gissot (1802–1888). Sein Onkel war der Historiker und Philologe Christoph von Rommel (1781–1859). Heppe heiratete am 13. Mai 1866 in Marburg an der Lahn Wilhelmine Butterweck (* 9. März 1840 in Wetter (Hessen); † 18. September 1930 in Kassel), die Tochter des Kaufmanns Gustav Butterweck und der Maria Brennemann. Dieser Ehe entstammt Sohn Theodor von Heppe (1870–1954), Vizepräsident der preußischen Oberrechnungskammer.

## Leben
Während seines Studiums wurde er 1854 Mitglied der Alten Marburger Burschenschaft Germania. Am 19. Mai 1860 begann er seine Beamtenlaufbahn als kurhessischer Regierungsreferendar in Kassel. Sechs Jahre später (1866) wurde er Kreissekretär im Landkreis Schmalkalden und wurde in preußische Dienste übernommen. Im Jahr 1869 wurde er zum Regierungsassessor in Marienwerder befördert und wurde am 15. Mai 1870 nach Königsberg versetzt.
Am 19. August 1872 wurde er Landrat des Kreises Schleusingen sowie Mitglied des Provinziallandtags der Provinz Sachsen und des Provinzialausschusses. Am 24. Dezember 1879 wurde er königlich preußischer Wirklicher Geheimer Oberregierungsrat, Dirigent der 1. Abteilung und stellvertretender Polizeipräsident in Berlin. 1883 wurde er zunächst Landdrost, danach ab 1885 Regierungspräsident des Regierungsbezirks Aurich. Am 11. Mai 1887 kam er in gleicher Funktion nach Danzig. Im Oktober 1890 wurde Karl Baumbach zum Oberbürgermeister von Danzig gewählt. Adolf von Heppe kritisierte öffentlich dessen Gehalt von 15.000 Mark (sein Vorgänger hatte 12.000 Mark erhalten) und forderte als Vorsitzender des Bezirkstages eine Neuausschreibung, um einen billigeren Oberbürgermeister zu finden. Dies wurde öffentlich heftig kritisiert und wohl Grund für seine Versetzung nach Trier.
Vom 6. Dezember 1890 bis zu seinem Ausscheiden aus preußischem Dienst im Jahr 1899 war er Regierungspräsident des Regierungsbezirks Trier.
Für die Deutschkonservative Partei (DkP) war Heppe von 1879 bis 1885 Mitglied des preußischen Abgeordnetenhauses.